# Leabhar Mhic Cárthaigh Riabhaigh

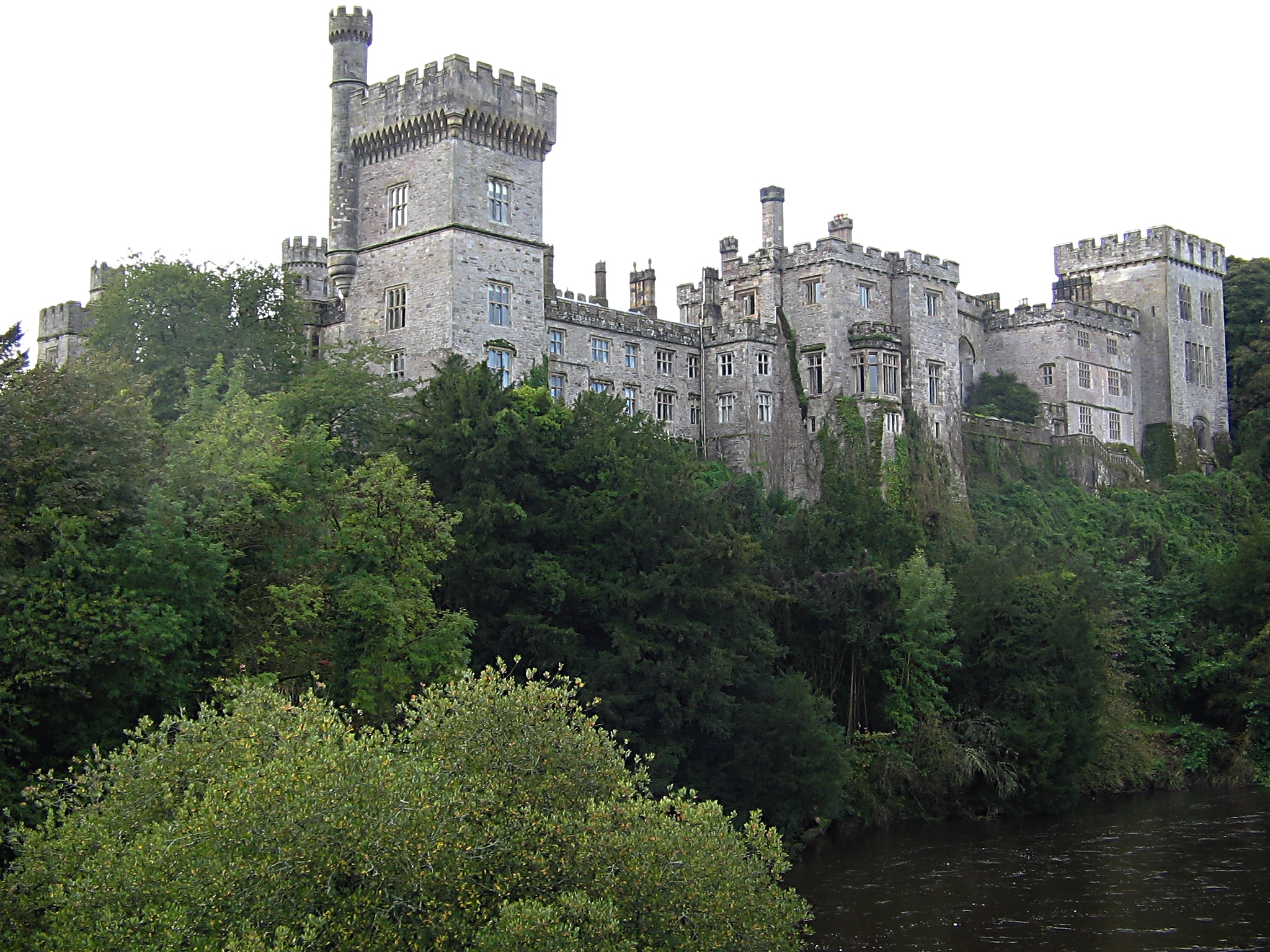
Der Fundort Lismore Castle

Leabhar Mhic Cárthaigh Riabhaigh („Das Buch von Mac Cárthaigh Riabhach“, genannt „Das Buch von Lismore“) ist der Name eines Sammelmanuskriptes in irischer Sprache, das im frühen 15. Jahrhundert in Lismore (County Waterford) zusammengestellt wurde. Es ist nach dem Auftraggeber des Werkes, Fingin Mac Cárthaigh Riabhach († 1505), Chef des MacCarthy-Clans, benannt. 1814 wurde das Pergamentbuch im Lismore Castle von Handwerkern wiederentdeckt. Fast 50 Folios gingen bald nach der Auffindung bei Textstudien verloren, doch sind diese Seiten als Abschriften erhalten geblieben.
Es darf nicht mit dem schottischen Leabhar Deathan Lios Mòir („Das Buch des Dekans von Lismore“) aus dem 16. Jahrhundert verwechselt werden.

## Inhalt
Das Buch wurde aus Texten des verschollenen Book of Monasterboice (benannt nach der Klosterruine Mainistir Bhuithe) sowie anderen Manuskripten zusammengestellt. Die Themenvielfalt des Inhaltes reicht von Viten irischer Heiliger, besonders St. Patrick, Columban von Iona und Brigida von Kildare, über Acallam na Senórach („Die Unterredung mit den Alten“) und Airne Fingein („Fingeins Nachtwache“) bis zu Erzählungen aus dem Finn-Zyklus. Eine irische Übersetzung des Buches Il Milione von Marco Polo, Leabhar Ser Marco Polo, ist ebenfalls enthalten.